# Masayuki Minami
Masayuki Minami (jap. 南将之 Minami Masayuki; ur. 8 lipca 1941 w Fukuoce, zm. 7 kwietnia 2000 tamże) – japoński siatkarz. Trzykrotny medalista olimpijski.

## Kariera sportowa
Oprócz wywalczenia trzech medali igrzysk olimpijskich – brązu w 1964, srebra w 1968 i złota w 1972 - sięgnął po brązowy medal mistrzostw świata (1970) i srebro Pucharu Świata (1969). Brał udział w mistrzostwach globu w 1962 i 1966. Pracował jako trener, m.in. z kadrą Japonii. Siatkarzami byli również jego synowie.